# Повстання 1941 року в Румунії
Повстання 1941 року в Румунії — повстання «Залізної Гвардії» проти фактичного керівника держави Іона Антонеску, супроводжуване єврейськими погромами з 21 по 23 січня 1941 року в Румунському кролівстві. Викликане протиріччями між Антонеску та лідером Гвардії Хорією Сімою. Повстанці сподівалися на підтримку Третього Рейху та її військ, що знаходилися на території Румунії, але Адольф Гітлер підтримав Іона Антонеску. Заручившись такою підтримкою, Антонеску вивів румунські війська на вулиці Бухареста та розігнав повстанців. «Залізна Гвардія» була розпущена, а багатьох її членів розстріляли. Антонеску, що позбувся свого головного політичного противника. Його влада стала необмеженою, бо молодий король Міхай I був нездатний керувати країною.